# Nordstrandite
La nordstrandite è un minerale.